# Salomé Alexandra
Pour les articles homonymes, voir Salomé et Salomée.
Salomé Alexandra (en hébreu שלומציון  Shlomtsion) est une reine de la dynastie hasmonéenne née en 140 av. J.-C.. 

## Biographie

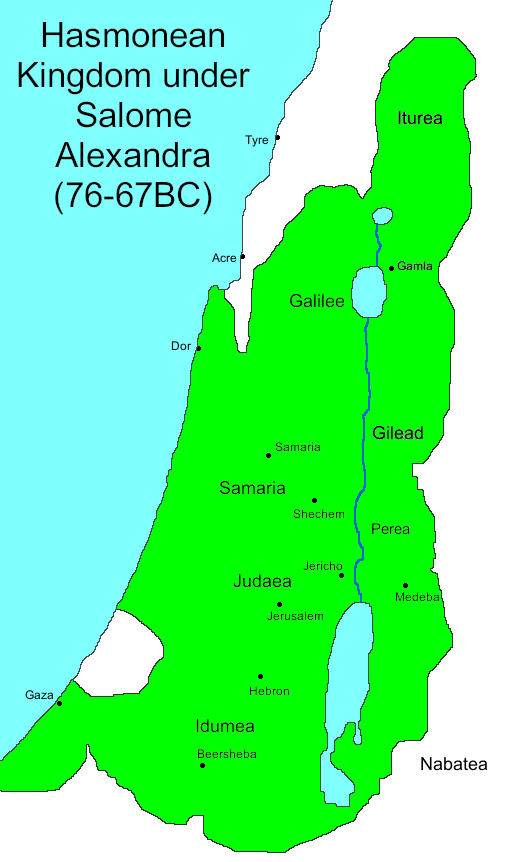
Le royaume hasmonéen sous Salomé Alexandra.

Salomé Alexandra est la femme d'Aristobule Ier jusqu'à la mort de celui-ci en 103 av. J.-C.. Elle libère ensuite de prison les trois frères d'Aristobule Ier et épouse l'un d’eux, Jonathan, appelé en grec Alexandre Jannée.
Elle règne sur la Judée alors que son fils Hyrcan II est nommé grand prêtre, de 76 à 67 av. J.-C.. C'est la seule femme à régner sur la Judée à l'époque du second Temple de Jérusalem. Suivant les conseils de son défunt conjoint, elle éloigne son second fils Aristobule II, jugé trop colérique et soumis aux Saducéens. Alexandra se réconcilie avec les Pharisiens auxquels elle laisse l’orientation de la politique intérieure. Les prisonniers sont libérés, les exilés reviennent et la jurisprudence pharisienne acquiert force de loi. Les scribes et les docteurs de la Loi du parti pharisien, avec à leur tête Shimon ben Shetah, entrent au conseil des anciens (gérousia) jusqu’alors composé de prêtres et de notables du parti sadducéen. Un des sadducéens, conseiller d’Alexandre Jannée, est jugé par un tribunal de pharisiens et condamné à mort avec d’autres.
À l’extérieur, Alexandra pratique une politique de paix armée : expédition d’Aristobule en Syrie contre Ptolémée, fils de Mennaios qui menaçait Damas. Riches présents offert à Tigrane II pour qu’il lève le siège de Ptolémaïs avec 300 000 hommes.
À sa mort en 67 av. J.-C., ses deux fils entrent en conflit pour le trône de Judée.

## Postérité

### Iconographie
- Salomé Alexandra est représentée dans le livre iconographique Promptuarii Iconum Insigniorum ("Promptuaire des médailles") de Guillaume Rouillé, publié en 1553.

### Art contemporain
- Salomé Alexandra  figure parmi les 1 038 femmes référencées dans l'œuvre d’art contemporain The Dinner Party (1979) de Judy Chicago. Son nom y est associé à Boadicée[2],[3].